# Плавание на летней Универсиаде 1959 (женщины)
На первой летней Универсиаде в Турине (Италия) женщины разыграли 7 комплектов наград. Наибольшее количество медалей завоевали итальянцы – 7 (3 золотых, 1 серебряную, 3 бронзовых).
Советские пловчихи завоевали одну золотую медаль – Валентина Поздняк была первой на дистанции 100 метров баттерфляем.  

## Победители и призёры
| Дисциплина                             | Золото                          | Серебро                         | Бронза                       |
| -------------------------------------- | ------------------------------- | ------------------------------- | ---------------------------- |
| 100 м вольным стилем                   | Н. Сакко (Италия)               | Людмила Котткова (Чехословакия) | Коссэ ван Воорн (Нидерланды) |
| 400 м вольным стилем                   | Людмила Котткова (Чехословакия) | Крис Госден (Великобритания)    | Н. Сакко (Италия)            |
| 100 м на спине                         | Рита Андросони (Италия)         | Тиндалл (Великобритания)        | Бош (ФРГ)                    |
| 200 м брассом                          | Крис Госден (Великобритания)    | Алессандра Сальви (Италия)      | Шименц (ФРГ)                 |
| 100 м баттерфляем                      | Валентина Поздняк (СССР)        | Крис Госден (Великобритания)    | Корнелия Хруска (Италия)     |
| Эстафета 4х100 м вольным стилем        | Великобритания                  | ФРГ                             | Италия                       |
| Эстафета 4х100 м комплексным плаванием | Италия                          | Великобритания                  | ФРГ                          |

## Ссылка
- Результаты турнира по плаванию летней Универсиады 1959 на сайте sports123.com Архивная копия от 18 мая 2011 на Wayback Machine (англ.)